# Ламперт, Курт

Курт Ламперт (нем. Kurt Lampert) (1859 −1918) — немецкий биолог, зоолог, автор ряда монографий по фауне Европы, педагог, профессор, старший преподаватель.

## Научная деятельность
Курт Ламперт наиболее известен как автор фундаментальной монографии «Атлас бабочек и гусениц Европы и отчасти русско-азиатских владений». Данное издание представляет собой собрание наиболее полной (на момент её выхода) информации о бабочках Европы. Книга содержит большое количество цветных иллюстраций — суммарно проиллюстрированы 1210 видов бабочек. В общей части атласа рассказывается об особенностях анатомии и физиологии чешуекрылых, а также рассмотрены вопросы их систематики. Для каждого вида приведено описание внешнего вида, особенностей жизненного цикла, указаны кормовые растения гусениц. Отдельная глава книги посвящена технике ловли и коллекционирования бабочек.
На территории бывшей Российской Империи он был издан 1913 году в дополненном варианте. Отечественный биолог Николай Холодковский дополнил атлас данными по фауне бабочек, обитающих на территории нынешней России — было добавлено три цветные таблицы с изображениями видов, преимущественно из азиатских владений тогдашней России, и три таблицы с изображениями так называемых «мелких бабочек» — описания которых впервые появились именно в этом издании.

## Список трудов
- Kleine Künstler. In: Die Gartenlaube. 1895
- Mitteilungen aus dem Kgl. Naturalien-Kabinet zu Stuttgart. Nr. 6.
  - Zum Gedächtnis an Direktor Dr. Oskar v. Fraas. (Separat-Abdruck aus den Jahresheften des Vereins für vaterl. Naturkunde in Württemberg. Jahrg. 1898.) Stuttgart 1898
- Das Leben der Binnenwasser. Mit 12 Tafeln in farbiger Lithographie und Lichtdruck, sowie vielen Holzschnitten im Text. Chr. Herm. Tauchnitz, Leipzig 1899
- Die wissenschaftliche Erforschung des Bodensees, in: Die Gartenlaube 1899 S. 702
- Führer durch die Kgl. Naturalien-Sammlung zu Stuttgart.
  - II. Die zoologische Sammlung. E. Schweizerbart’sche Verlagsbuchhandlung (E. Nägele), Stuttgart 1906
- Zoologisches Wörterbuch. Erklärung der zoologischen Fachausdrücke. Zum Gebrauch beim Studium zoologischer, entwicklungsgeschichtlicher und naturphilosophischer Werke verfasst von E. Bresslau, J. Eichler, E. Fraas, K. Lampert, Heinrich Schmidt, und H. E. Ziegler, herausgegeben von H. E. Ziegler.  Verlag von Gustav Fischer Jena  
  - Erste Lieferung. A F. Mit 196 Abbildungen im Text. 1909
  - Zweite vermehrte und verbesserte Auflage. Mit 595 Abbildungen im Text. 1912
- Biologische Streifzüge, in: Reclams Universum, 26. Jahrgang 1910, S. 1180–1185